# Pizza dolce di Beridde
La pizza dolce di Beridde («pizza dulce de Beridde»), también conocida como la pizza ebraica («pizza hebrea») o diamanti romani («diamantes romanos»), es un pan ácimo dulce típico de la ciudad de Roma. Este postre tradicional es preparado por la comunidad judía romana con motivo de un Brit Milá.

## Etimología
El nombre pizza debe entenderse aquí no en el significado reciente que se ha extendido al italiano a través del idioma napolitano, sino en el significado latino medieval original de 'focaccia', y por lo tanto sugiere, como en el caso de la pizza de Pascua, un origen antiguo del plato. El término piza en latín medieval se atestigua por primera vez en 966 en Nápoles y en 997 en Gaeta, y también se usó para designar alimentos ceremoniales cocinados para Pascua, como las pizzas de Pascua. Se informan preparaciones similares («Pizza alla rustica», «Pizza di Ricotta») en manuales de cocina de principios del siglo XIX, como el de Vincenzo Agnoletti.
La denominación Beridde del pastel deriva de la forma judeo-romana de la palabra Brit Milá («pacto de circuncisión» en hebreo), es decir, la circuncisión ritual de los niños varones en la comunidad.

## Historia
Los orígenes del plato son oscuros, pero es posible que el pastel lo llevaran a Roma los judíos españoles que fueron expulsados de España en 1492, o los que fueron expulsados de Sicilia en 1493. Esto explicaría que los ingredientes incluyan nueces, sultanas y frutas confitadas, típicas de la cocina en los países musulmanes.
La pizza ebraica, según los informes, era el postre favorito del papa Benedicto XVI.

## Ingredientes
Los ingredientes principales del pan, que no lleva ni huevo ni levadura, son harina, azúcar, almendras (tanto enteras como molidas), pasas, fruta confitada (normalmente cidra confitada), aceite de oliva u otro aceite vegetal, vino blanco y piñones.

## Preparación

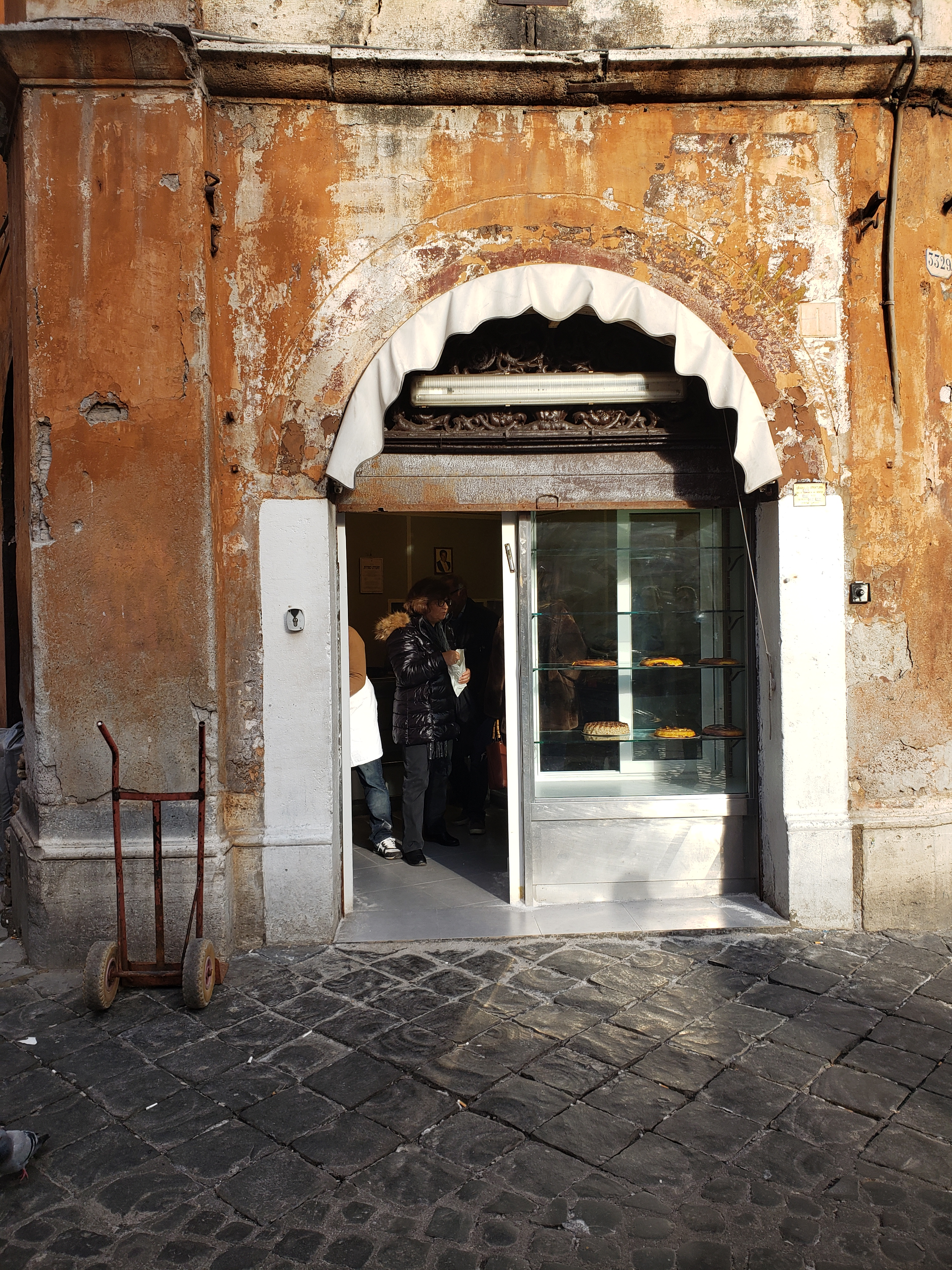
Panadería en Via del Pórtico de Octavia en el Gueto.

Los ingredientes se mezclan con vino y aceite tibio, amasándolos hasta formar una especie de masa dulce de hojaldre suave que no debe pegarse a las manos. Esto se extiende con un rodillo hasta un espesor de aproximadamente 2 cm (0,8 in), se cortan en rombos o rectángulos (los primeros se llaman diamanti), y se hornean en un horno muy caliente hasta que se forma una costra en la superficie, mientras que el interior debe permanecer blando.

## Tradición religiosa y venta
Al final de la ceremonia, se entrega tradicionalmente una pastilla del pastel a cada participante de la fiesta de la circuncisión. Está contenido en una bolsa de dulces llamada kavodde, que significa «dignidad» en hebreo y simboliza el mandamiento de honrar al padre y a la madre.
Además de ser preparada en familias para la fiesta de la circuncisión, Pizza di Beridde es vendida por panaderías kosher como la Pasticceria Boccione en el Gueto de Roma (en el rione de Sant'Angelo), junto con otros dulces judíos tradicionales, como la tarta de ricotta y guindas y mostaccioli.